# Nolan Ryan
Lynn Nolan Ryan (Refugio, 31 gennaio 1947) è un ex giocatore di baseball e dirigente sportivo statunitense.
Considerato uno dei più forti lanciatori della storia della Major League Baseball (MLB), è stato inserito nella Baseball Hall of Fame nel 1999. Ha vinto con i New York Mets il 1º titolo della loro storia nel 1969 e successivamente ha giocato per i California Angels, gli Houston Astros e i Texas Rangers.
Nel corso della sua carriera ha lanciato ben 7 no-hitter, più di qualunque altro lanciatore nella storia della MLB, ma non è mai riuscito a completare un perfect game, per via delle troppe basi su ball concesse.
Soprannominato "The Ryan Express" poiché arrivava a lanciare la palla da baseball anche oltre le 100 miglia orarie, è ricordato soprattutto per la sua longevità, avendo giocato in MLB in quattro decadi differenti.
Nel 1993, quando era in forza ai Texas Rangers, durante una partita contro i Chicago White Sox ha colpito con un lancio il battitore Robin Ventura, il quale lo ha raggiunto sul monte, scatenando una rissa tra le più famose nella storia del baseball.
Dal febbraio del 2008 all'ottobre 2013, è stato presidente dei Texas Rangers.

## Carriera da giocatore

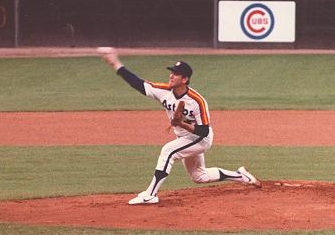
Nolan Ryan con gli Astros nel 1983

Ha giocato nei New York Mets (1966, 1968-1971), nei California Angels (1972-1979), negli Houston Astros (1980-1988) e nei Texas Rangers (1989-1993). Con 27 stagioni giocate, detiene il record del maggior numero di stagioni nella MLB a pari merito con Cap Anson.
Il 31 luglio 1990 ha ottenuto la 300ª vittoria, entrando così a far parte del Club delle 300 vittorie.
Le sue statistiche vita nella MLB sono un record vittorie-sconfitte 324-292, con 5714 strikeout e una media PGL di 3.19. In carriera ha lanciato 7 no-hitter. Nel 1999 fu inserito nella formazione del secolo della MLB e nello stesso anno fu votato da The Sporting News‍ al 41º posto nella classifica dei migliori cento giocatori di tutti i tempi.

## Riconoscimenti
- 8 convocazioni all'All-Star Game ((1972, 1973, 1975, 1977, 1979, 1981, 1985, 1989)
- 1 vittoria alle World Series (1969) (New York Mets)
- AL TSN lanciatore dell'anno (1977)
- #30 ritirato dai Los Angeles Angels of Anaheim
- #34 ritirato dagli Houston Astros
- #34 ritirato dai Texas Rangers
- Inserito nella Baseball Hall of Fame per i Texas Rangers
- Squadra del secolo della MLB